# Torrassa (metropolitana di Barcellona)
Torrassa è una stazione della Linea 1 e Linea 9 Sud della metropolitana di Barcellona.
La stazione è situata sotto la Avenida Catalunya di Hospitalet de Llobregat, la stazione fu inaugurata nel 1983.
La connessione con la linea L9 sud è entrata in servizio il 12 febbraio 2016. Dall'8 settembre 2018 è servita anche dai treni della linea 10 Sud. La stazione è stata dotata di un nuovo accesso, con ascensore e scale mobili, situato all'incrocio tra la Avinguda de Catalunya con la calle Almería.